# Two Ribbons
Two Ribbons è il terzo album in studio del duo musicale britannico Let's Eat Grandma, pubblicato nel 2022.

## Tracce
Testi e musiche di Rosa Walton e Jenny Hollingworth.
1. Happy New Year – 4:39
2. Levitation – 4:01
3. Watching You Go – 4:36
4. Hall of Mirrors – 5:12
5. Insect Loop – 4:18
6. Half Light – 0:30
7. Sunday – 4:55
8. In the Cemetery – 1:32
9. Strange Conversations – 3:48
10. Two Ribbons – 5:24

## Classifiche
| Classifica (2022) | Posizione raggiunta |
| ----------------- | ------------------- |
| Regno Unito       | 26                  |